# Nicomache trispinata
Nicomache trispinata är en ringmaskart som beskrevs av Arwidsson 1906. Nicomache trispinata ingår i släktet Nicomache och familjen Maldanidae. Arten är reproducerande i Sverige. Inga underarter finns listade i Catalogue of Life.